# Панафидина, Александра Самуиловна
Александра Самуиловна Панафидина (1873—1919) — российский предприниматель, книгоиздатель, просветитель, книготорговец и редактор.
Жена Андрея Яковлевича Панафидина (1857—1902), основавшего в 1885 году в Москве предприятие «Книгоиздательство и книжная торговля А. Я. Панафидина». После смерти супруга в 1902 году возглавила его под торговой маркой «Книгоиздательство и книжная торговля А. С. Панафидиной».

## Издательская деятельность
Сыграла важную роль в формировании русской книги во второй половине XIX — начале XX веков. Стремилась выпускать книги, которые с её точки зрения, имели определённую культурную ценность. Одним из таких издательств была типография Александры Самуиловны Панафидиной, основавшей со своим мужем Андреем Яковлевичем Панафидиным издательство для выпуска просветительской литературы.
После смерти мужа А. С. Панафидина владела в Москве крупнейшим оптовым складом в Лялином переулке, дом 11 и магазином в Санкт-Петербурге. Не выдержав конкуренции с крупными фирмами — И. Д. Сытина, А. Ф. Маркса, А. С. Суворина и др., стала выпускать однотомные полные собрания сочинений. Специализировалась на издании детской, учебной и научно-популярной литературы для юношества (серии брошюр о народах Земли, о путешествиях, краткие биографии писателей, «Библиотека натуралиста»), а также однотомных дешёвых изданий классиков художественной литературы — произведений русских и зарубежных классиков(«Иллюстрированная библиотека»).
Среди однотомных «полных» собраний сочинений русских классиков: Пушкин, Жуковский, Лермонтов и т. д.

## Избранные издания

«Каталог книгоиздательства А. С. Панафидиной. Специально для иногородних». 1913 г.

- Н. А. Александрова. Народы России. Инородцы лесов. Сибирь (1899)
- Полное собрание сочинений А. С. Пушкина в одном томе (1899—1902)
- Б. фон-Дитмар. Французско-русский словарь (1904)
- Полное собрание сочинений В. А. Жуковского в одном томе (1905 и 1915)
- Полное собрание сочинений Н. В. Гоголя в одном томе (1907)
- П. В. Смирновский. Теория словесности. Для средних учебных заведений
- Басни И. А. Крылова. Полное собрание сочинений (1910)
- Полное собрание сочинений И. С. Никитина в одном томе (1913)
- Полное собрание сочинений М. Ю. Лермонтова в одном томе (1914)
- Первое полное собрание сочинений Н. А. Добролюбова (т. 1-4, 1911)
- Морозов Г. Ф. Лес как растительное сообщество. (1913)
- Кравков С. П. Жизнь почвы. (1913)
- Третьяков Д. К. Бессмертие и долголетие. (1913)
- Кравков С. П. Жизнь почвы в связи с её происхождением и свойствами (1919)
- И. И. Полянский. О трёх царствах природы / И. И. Полянский, преп. Пажеск. его имп. величества корпуса. — 12-е изд. — Петроград; Москва (1917)
- серия сборников Н. Ф. Денисюка о произведениях М. Е. Салтыкова-Щедрина (1905), А. Н. Островского (1906—1907), А. К. Толстого (1907), Н. Г. Чернышевского (1908) и др.

В 1913 году А. С. Панафидина становится издателем, а несколько позже и редактором «Газетки для детей и юношества», в которой статьи о науке берут за основу данные последних открытий, печатающей рассказы о выдающихся учёных, приуроченных к знаменательным датам в их биографии. В сообщениях о явлениях природы указывается «адрес»—место события, дата, впечатления очевидцев и т. д. Всё это нашло отражение в программном заявлении издания: «Газетка для детей и юношества» задаётся целью пробудить в читателях интерес к знанию и интерес к окружающей жизни. Научно-популярные статьи «Газетки» составляются по разным отраслям наук и касаются общих вопросов, но не отвлеченно, а в связи с конкретным явлением окружающей действительности".
После революции в 1918 году издательство А. С. Панафидиной было национализировано.
Умерла в 1919 году.